# کمیته پاسداری بخدیدا
کمیته پاسداری بخدیدا یک گروه شبه نظامی از آشوریان استان نینوا عراق است که در سال ۲۰۰۸ تشکیل شد و وظیفه پاسداری از کلیساهای این منطقه را دارد. این گروه پس از تشکیل به همکاری با پلیس عراق و آسایش کردستان مبادرت ورزید.